# Джим Нассл
Джеймс Аллен «Джим» Нассл (англ. James Allen «Jim» Nussle; нар. 27 червня 1960, Де-Мойн, Айова) — американський політик-республіканець. У період з 1991 по 2007 рік він представляв штат Айова у Палаті представників США. З 2007 по 2009 рік він був директором Бюро з управління і бюджету в уряді Сполучених Штатах.
У 1985 році він отримав юридичну ступінь в Університеті Дрейка у Де-Мойні. Потім він почав працювати адвокатом, вів приватну практику. Між 1986 і 1990 роками він був прокурором в окрузі Делавері, Айова.
Голова Комітету з бюджету Палати представників США з 2001 по 2007.
У 2006 році він невдало балотувався на посаду губернатора штату Айова. У період з 2007 по 2009 рік він був директором Бюро з управління і бюджету в адміністрації президента Джорджа Буша, після чого заснував Nussle Group, компанію, що працює у галузі консультування (базується в Александрії, Вірджинія, і Манчестері, Айова).
Він вдруге одружений з 2001 року, живе у Манчестері.